# Dżuruh
Dżuruh (arab. جروح) – miejscowość w Syrii, w muhafazie Hama. W 2004 roku liczyła 1223 mieszkańców.